# Jinbei

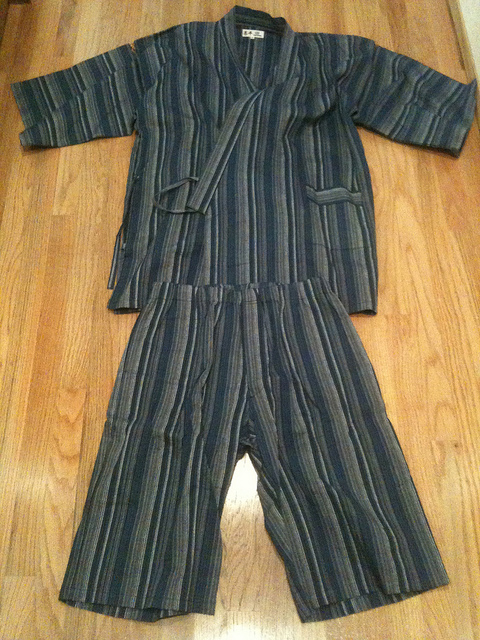
Một bộ Jinbei đầy đủ

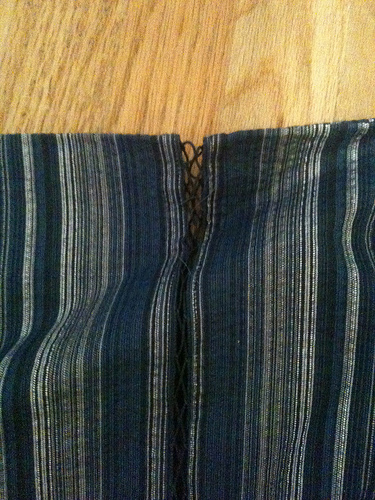
Những đường chỉ lỏng lẻo giúp người mặc Jinbei có cảm giác thông thoáng

Jinbei (甚平 Jinbei) (còn gọi là jinbē (甚兵衛 jinbē) hoặc hippari (ひっぱり hippari)) là bộ quần áo mặc trong nhà truyền thống của Nhật Bản dành cho đàn ông, phụ nữ và trẻ em được mặc trong mùa hè. Với cấu tạo gồm một chiếc áo kiểu kimono đi kèm với quần, jinbei ban đầu chỉ dành cho nam giới, tuy nhiên, trong những năm gần đây, jinbei dành cho phụ nữ đã trở nên phổ biến.

## Mô tả
Một bộ Jinbei tiêu chuẩn thường là một bộ hoàn chỉnh bao gồm áo và quần. Quần của Jinbei có thể ngắn hoặc dài tùy theo ý thích . Mặc dù quần được may theo kiểu phương Tây, song phần áo của nó lại được may theo kiểu kimono truyền thống, với phần cổ áo dài được vắt phía trước tạo thành đường chéo. Tuy nhiên, khác với kimono, một bộ jinbei tiêu chuẩn sẽ không được may phần mép phía trước (được gọi là okumi), thay vào đó nó sẽ có hai dây buộc, một dây nằm ngoài và một dây nằm ở mặt trong, giúp thắt kín áo lại. Phần áo phía trên có chiều dài gần đến hông và được quấn từ bên trái qua bên phải, và phần dây bên trong sẽ được buộc chặt trước khi thắt các dây buộc bên ngoài.
Theo phong cách truyền thống, jinbei được may từ vải dệt bông hoặc cây gai dầu, và thường được nhuộm màu đơn sắc như chàm, xanh dương hoặc màu lục. Trong khi đó,  Jinbei kiểu hiện đại thường được may từ vải in và có nhiều kết cấu khác nhau cùng với những hoa văn đầy màu sắc. Jinbei dành cho những phụ nữ quý tộc thường có  màu sắc tươi sáng hơn, và thường có in hình của các nhân vật và các hình mẫu trong văn hóa đại chúng.
Jinbei có đường may rất lỏng lẻo giúp cho người mặc có cảm giác thông thoáng trong thời tiết nóng bức, cũng như giúp bộ đồ trông có vẻ đồng nhất hơn khi nhìn từ xa.

## Sử dụng
Jinbei thường được sử dụng như đồ ngủ hay đồ mặc ở nhà, và được coi như loại quần áo không được dùng cho những dịp trang trọng. Thông thường, jinbei chỉ được mặc bên ngoài trong những chuyến du lịch ngắn như đi làm một việc vặt ở địa phương, thu thập thư hay đi mua sắm. Việc mặc Jinbei một cách "trang trọng", tức là mặc nó khi đi ra ngoài trong một thời gian dài bị coi là một điều thô lỗ.
Jinbei cũng có thể được dùng để thay thế  yukata trong mùa hè, đặc biệt là trong các lễ hội.
Tại Nhật Bản loài cá nhám voi được gọi là jinbei-zame (ジンベイザメ（甚平鮫), "jinbei shark") hay jinbē-zame (ジンベエザメ 《甚兵衛鮫》, "jinbee shark"), do loài động vật này có màu da trông giống như màu của jinbei.